# Карункио
Кару̀нкио (на италиански: Carunchio) е село и община в Южна Италия, провинция Киети, регион Абруцо. Разположен е на 628 m надморска височина. Населението на общината е 714 души (към 2012 г.).